# Love the One You’re With
Love the One You’re With ist ein Song des US-amerikanischen Folk-Rock-Musikers Stephen Stills. Er wurde am 16. November 1970 als erste Single seines Debüt-Albums Steven Stills veröffentlicht. Der Song wurde sein größter Hit als Solist und erreichte Anfang 1971 Platz 14 der Billboard Hot 100.

## Hintergrund und Entstehungsgeschichte
Stills erklärte 1991: „The title came from a party with Billy Preston. I asked him if I could pinch this line he had, and he said, ’Sure‘. So I took the phrase and wrote a song around it. It’s a good times song, just a bit of fun. My favorite part is the steel drums. I played them before a little bit but I just kept diddling around till I found the right notes.“ („Der Titel kam von einer Party mit Billy Preston. Ich fragte ihn, ob ich mir diese Zeile klauen könnte, die er hatte, und er sagte: ‚Klar.‘ Also nahm ich die Phrase und schrieb ein Lied darum herum. Es ist ein Lied für gute Zeiten, einfach ein bisschen Spaß. Mein Lieblingsteil sind die Steel Drums. Ich habe sie vorher ein bisschen gespielt, aber ich habe einfach weiter herumgespielt, bis ich die richtigen Noten gefunden hatte.“)
Wie die meisten Songs des Albums erfolgten die Aufnahmen überwiegend im März 1970 in den Island Studios in London. Produzent und Toningenieur war Andy Johns. Zurück in Los Angeles ging Stills mit der Aufnahme noch in das dortige Studio Record Plant und nahm zusätzlich noch Backing Vocals auf. Diese sangen David Crosby und Graham Nash, Stills’ Bandkollegen von Crosby, Stills and Nash, sowie Rita Coolidge, ihre Schwester Priscilla Jones und John Sebastian.

## Musiker
- Steven Stills: Gesang, Gitarre, Orgel, Steel Drums, Perkussion
- Calvin „Fuzzy“ Samuels: Bassgitarre
- Jeff Whittaker: Congas
- Rita Coolidge, David Crosby, Priscilla Jones, Graham Nash, John Sebastian: Backing vocals

## Rezeption
Das Magazin Cashbox schrieb über den Song, Stills „unique melodic work, the harmonies and a booming rhythm track make this a bright attraction for top forty as well as FM playlists.“ (Stills „einzigartige Melodiearbeit, die Harmonien und ein donnernder Rhythmus machen ihn zu einer strahlenden Attraktion für die Top 40 sowie FM-Wiedergabelisten.“)
Die Zeitschrift Record World bemerkte: „Stills shines with the help of some fine background singers and his vocal style is exemplary, as usual. The song’s universal message is put across with a bright, yet driving, delivery.“ („Stills glänzt mit Hilfe einiger großartiger Backgroundsänger, und sein Gesangsstil ist wie immer vorbildlich. Die universelle Botschaft des Liedes wird mit einer hellen und dennoch treibenden Darbietung übertragen.“)

## Cover-Versionen
Später erschienen verschiedene Cover-Versionen, darunter von The Isley Brothers, The Meters, Bucks Fizz, Luther Vandross und Bob Seger.